# Iglesia y monasterio de San Hallvard
La Iglesia y monasterio de San Hallvard (en noruego: St. Hallvard kirke og kloster) en Enerhaugen en Oslo, Noruega, no está lejos de la antigua catedral medieval de San Hallvard es el lugar más grande de la parroquia actual de la Iglesia Católica en Noruega. El monasterio de San Hallvard y su iglesia en Oslo representan un edificio único, adjudicado a los arquitectos Lund & Slaatto. Tiene tres secciones: el monasterio, la sección de la parroquia y la iglesia, que rodean la nave central. El edificio es de tres pisos y está construido de ladrillo y hormigón, tanto fuera como dentro, donde aparece con su superficie particular.